# Hirune Hime: Shiranai Watashi no Monogatari
Hirune Hime: Shiranai Watashi no Monogatari (ひるね姫～知らないワタシの物語～?), también conocida en inglés como Napping Princess: The Story of the Unknown Me, es una novela escrita por Kenji Kamiyama e ilustrada por Hana Ichika y Yon (edición bunko). Este ha dado origen a un manga, un ONA y a una película.

## Argumento
Kokone debe estudiar para su ingreso a la universidad. Sin embargo, no puede mantenerse despierta. En sus sueños, enormes máquinas traen los secretos mejor guardados del pasado de su familia. Estos interrogantes no son respondidos por su padre, un genio en ingeniería mecánica.

## Personajes
Kokone Morikawa/Ancien
Seiyū: Mitsuki Takahata, Lourdes Fabrés (castellano)
Morio Sawatari
Seiyū: Shinnosuke Mitsushima, Roger Isasi-Isasmendi (castellano)
Ichirou Watanabe/Bewan
Seiyū: Arata Furuta, Santi Lorenz (castellano)
Momotarō Morikawa/Peach
Seiyū: Yosuke Eguchi
Isshin Shijima/Rey
Seiyū: Hideki Takahashi
Joy
Seiyū: Rie Kugimiya, Carmen Ambrós (castellano)
Kijita
Seiyū: Tomoya Maeno
Sawatari
Seiyū: Wataru Takagi
Ikumi Morikawa
Seiyū: Risa Shimizu

## Media

### Novela
Ha sido lanzada el 2 de febrero de 2017 con ilustraciones por Hana Ichika. El 10 de marzo de 2017 fue relanzada como bunko, con ilustraciones de Yon.

### Manga
Ha sido lanzado el 27 de febrero de 2017 en la revista Newtype de la editorial Kadokawa Shōten. A la fecha, lleva dos volúmenes publicados.

#### Lista de volúmenes
| Volumen | Fecha de publicación en Japón |
| ------- | ----------------------------- |
| 01      | 10 de abril de 2017           |
| 02      | 9 de diciembre de 2017        |

### Ancien to Mahou no Tablet: Mou Hitotsu no Hirune Hime
Ancien to Mahou no Tablet: Mou Hitotsu no Hirune Hime (エンシェンと魔法のタブレット～もうひとつのひるね姫～?) es una animación en formato OVA. Presenta dos capítulos de 12 minutos de duración cada uno. La misma se centra en Ancien, la niña que aparece en los sueños de Kokone.

### Película
La película fue estrenada el 18 de marzo de 2017 en los cines japoneses. Kenji Kamiyama, por el estudio Signal.MD, dirigió la obra. Warner Bros se encargó de la distribución. El tema de cierre de la película fue Day Dream Believer (デイ・ドリーム・ビリーバー), interpretado por Mitsuki Takahata.
Mediatres Estudio se encargó de su distribución en España.